# Megaforce Records
Megaforce Records is een onafhankelijk platenlabel, gevestigd in New York. Daarnaast heeft Megaforce een kantoor in Philadelphia. Megaforce-artiesten die op de Billboard 200-hitlijst zijn verschenen zijn onder andere Metallica, The Black Crowes, Blue October, Anthrax, Overkill, Testament, Mushroomhead, Ministry, Bad Brains en Meat Puppets.

## Geschiedenis
Megaforce Records is eind 1982 opgericht door Jon Zazula en zijn vrouw Marsha. Voor die tijd waren ze dakloos en stonden ze vooral op vlooienmarkten, waar ze muziek verkochten om wat geld te verdienen. Op een vlooienmarkt in New Jersey, waar ze namens een platenwinkel genaamd Rock N' Roll Heaven stonden, kregen ze muziek van de tot dan toe nog onbekende band Metallica in handen. Ze waren zo onder de indruk dat ze besloten om een platenlabel op te richten om Metallica's muziek te kunnen opnemen en uitgeven. Hun eerste twee albums verschenen dan ook bij Megaforce en waren meteen een groot succes. Later zijn er andere artiesten bijgekomen, waarna het label uitgroeide tot het bekendste heavymetallabel van de Verenigde Staten.
Anno 2023 is de distributie in de Verenigde Staten in handen van RED Distribution.
In 2019 verscheen de autobiografie Heavy Tales: The Metal. The Music. The Madness. As Lived By Jon Zazula.
Marsha Zazula overleed op 10 januari 2021 aan de gevolgen van kanker. Ze werd 68 jaar oud. Op 1 februari 2022 overleed ook Jon Zazula; hij werd 69 jaar oud.

## Huidige en voormalige artiesten
- Ace Frehley
- Anthrax
- Bad Brains
- Björk
- Blessed Death
- Blue Cheer
- Blue October
- Brendon Small
- Das Racist
- Disco Biscuits
- Frehley's Comet
- Eric Steel
- Exciter
- Fozzy
- Grave Digger
- Hank Williams III
- Heems
- Icon
- Johnny Winter
- King's X
- Living Colour
- Lostprophets
- Lucy Brown
- Manowar
- Meat Puppets
- Mercyful Fate
- Metallica
- Ministry
- M.O.D.
- Mushroomhead
- Overkill
- Prophet
- Raven
- Skatenigs
- Skid Row
- Stormtroopers of Death (S.O.D)
- Sweaty Nipples
- Testament
- Tribe After Tribe
- Trust
- Truth & Salvage Co.
- T.T. Quick
- Vio-lence
- Warren Haynes
- Wellwater Conspiracy